# アンドレイ・シュタケンシュナイダー
アンドレイ・シュタケンシュナイダー（Andrei Stackenschneider、1802年3月6日 - 1865年8月20日）は、ロシアの建築家。19世紀の早期折衷様式期を代表する建築家のひとり。
ペテルブルク芸術アカデミー卒業。自邸はサンクトペテルブルクの民主派インテリゲンツィアの社交場となっていた。シュタケンシュナイダーは、ペテルブルク芸術アカデミーの建築学の教授として長く教鞭を執った。
代表作としてマリインスキー宮殿、ベロセーリスキー＝ベロジョールスキー宮殿、ニコラエフスキー宮殿、ノヴオ・ミハイロフスキー宮殿、ノウコロド華族会館などがある。

## 作品ギャラリー

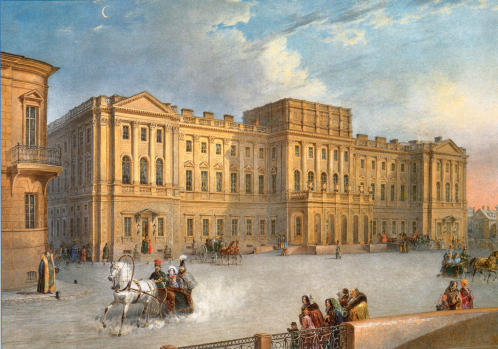
マリインスキー宮殿
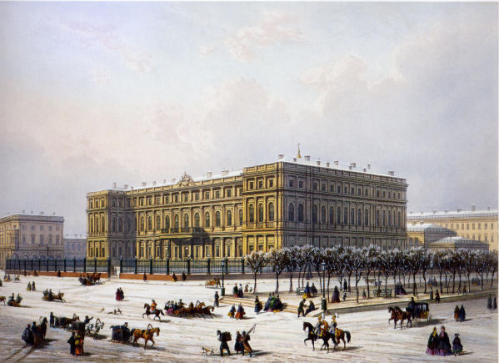
ニコラエフスキー宮殿